# 宝生座 (名古屋市)
宝生座（ほうしょうざ）は、かつて愛知県名古屋市中区大須2丁目にあった芝居小屋。
1883年（明治16年）7月、初代宝生座が大須観音境内に建てられた。1892年（明治25年）3月22日には大須大火の火元となって焼失し、1893年（明治26年）に2代目宝生座が再建された。1936年（昭和11年）2月10日にも火災で焼失し、同年秋に鉄筋コンクリート造で3代目宝生座が再建された。1969年（昭和44年）4月30日に休館し、1971年（昭和46年）3月に廃館となった。名古屋市最後の芝居小屋とされる。

## 歴史

### 竣工
明治期の名古屋市における芝居小屋の歴史を見ると、1873年（明治6年）には本重町に新守座（後の中京劇場）が建てられ、1880年（明治13年）には大須に真本座が建てられたが、真本座は後に南桑名町に移転して千歳座（後の千歳劇場）となっている。1883年（明治16年）7月、大須の大須観音境内に宝生座が建てられた。同年には末広町に末広座（後の松竹座）も建てられている。

### 大須大火

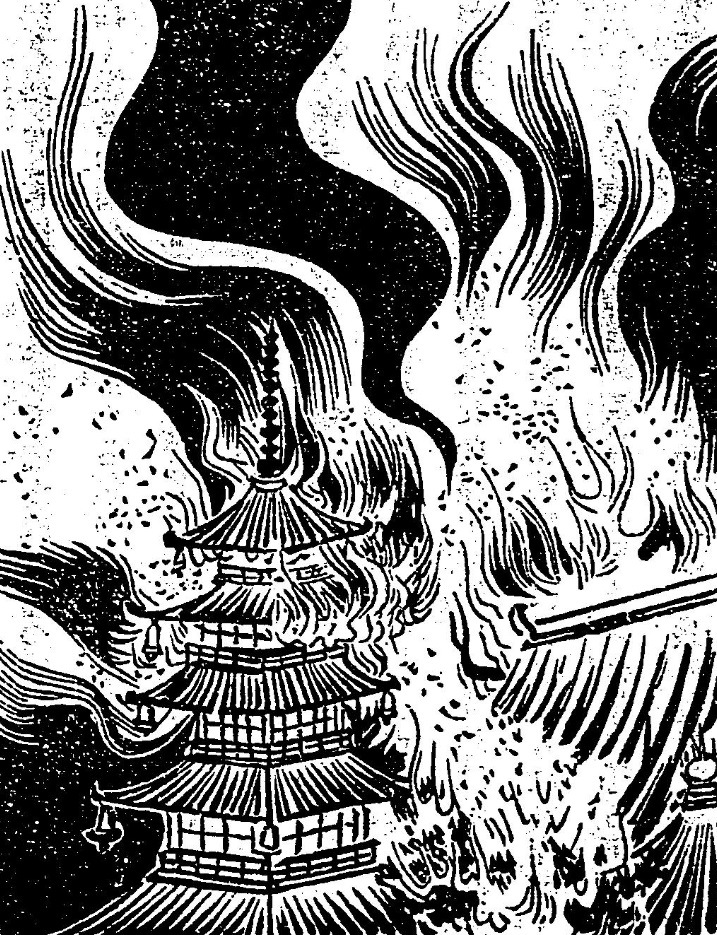
大須大火で大須観音五重塔が焼失する図

1892年（明治25年）3月22日、宝生座は大須大火の火元となった。午前8時30分、宝生座の脇から出火すると、強風にあおられて周辺の建物に類焼した。発見者は宝生座の小屋番であり、当時の宝生座では芝居『鬼一法眼』の3幕目に入っていた。大須観音の本堂、五重塔、仁王門、庫裏など、料理屋、貸茶屋など、計134棟が焼失する大火となった。宝生座の楽屋において、大部屋の衆が博打中に喧嘩を起こして乱闘となり、ランプの灯が障子に燃え移ったことが火災の原因である。

### 戦前の歴史

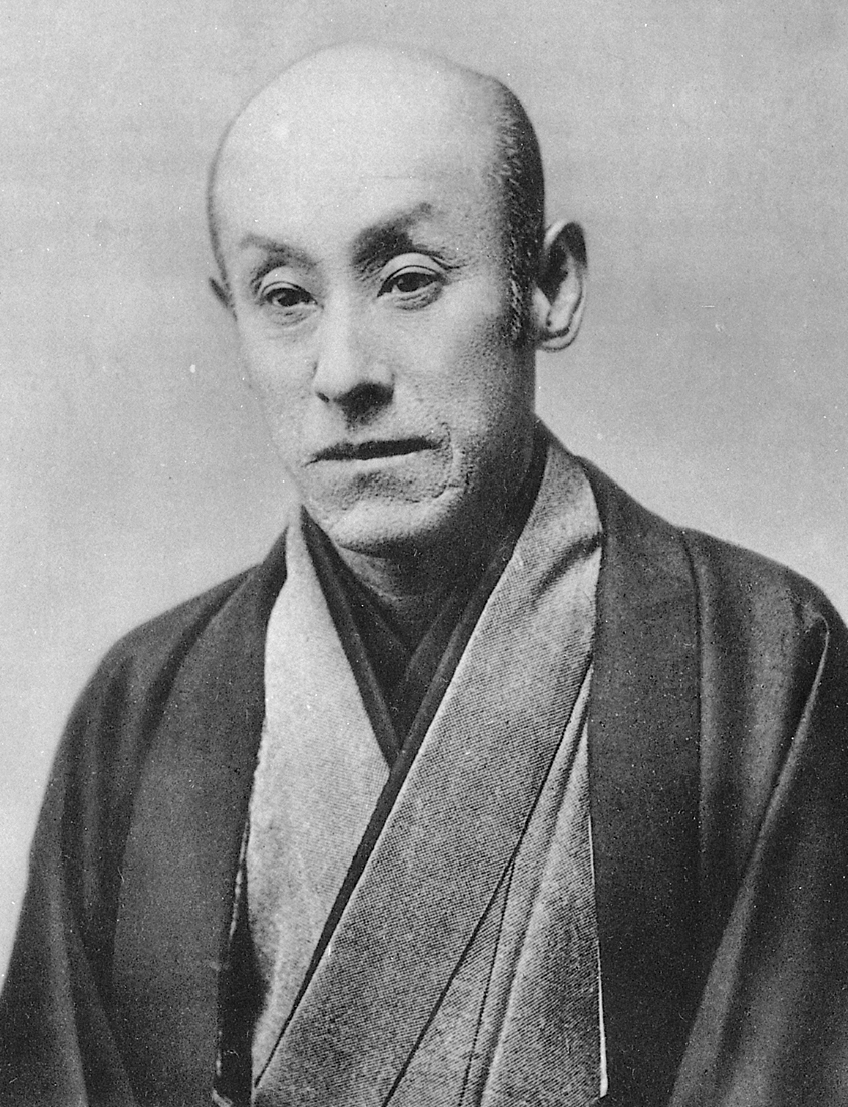
五代目尾上菊五郎

1893年（明治26年）に再建され、五代目尾上菊五郎を迎えて杮落しを行うと、六代目尾上菊五郎も子役として壇上に立っている。繁華街である大須は幾度もの大火に見舞われており、1905年（明治38年）2月23日午前3時、大須観音の仮堂から出火する火災があった。この火災では五明座など13棟が焼失した。
戦前においては、御園座や新守座などの一流の芝居小屋よりも入場料が安かった。後に大物となる歌舞伎役者も、駆け出しの頃には宝生座に出演した人物がいた。1936年（昭和11年）2月10日の朝に火災で全焼すると、伏見町筋（後の伏見通）を幹線道路とする都市計画案があったことから、建坪を半分近くに縮小した上で鉄筋コンクリート造で再建された。1936年（昭和11年）秋、関西歌舞伎の三代目阪東壽三郎一座でこけら落とし興行を行った。

### 戦後の歴史
太平洋戦争末期の1945年（昭和20年）3月19日にあった名古屋大空襲では焼失を免れ、同年11月に営業を再開した。戦後すぐの時期には宝生座の西側に伏見通が開通した。
1969年（昭和44年）4月30日には一時休館となり、1971年（昭和46年）3月に廃館となった。名古屋市最後の芝居小屋だったとされる。
跡地にはまず大須サウナが開設された。2016年（平成28年）には跡地にホテルアベスト大須観音駅前が竣工した。